# Hatohobei
Ne doit pas être confondu avec l’île de Tobi (Hatohobei) et le village de Hatohobei.
Hatohobei est l'un des seize États qui forment les Palaos. D'une superficie de 3 km2, il est peuplé de 25 habitants (en 2015), ce qui en fait la division administrative de premier niveau la moins peuplée au monde.

## Géographie

### Géographie physique
L'État de Hatohobei est constitué de l'île de Hatohobei (ou « Tobi ») et des récifs Hotsarihie (ou « Helen Reef ») et Pieraurou (ou « Transit Reef »), tous situés dans l'océan Pacifique. Avec les îles de l'État de Sonsorol, elles forment les îles du sud-ouest des Palaos.
L'île de Hatohobei se trouve à 640 kilomètres au sud-ouest de Koror, l'État le plus peuplé des Palaos, à 640 kilomètres au sud-est de Mindanao aux Philippines et à 320 kilomètres au nord-est de Halmahera en Indonésie.

### Géographie administrative
L’État ne divise pas ses îles en municipalités. Les deux îles « au-dessus du niveau de la mer » sont habitées. Hatohobei est la plus peuplée et est le siège du gouvernement de l’État. Elle n'est toutefois pas élevée au rang de capitale. L'île Helen est une petite île située au nord du Helen Reef, simple dune occupée par une dense forêt, elle est habitée par trois résidents de la Marine Ranger Station.
| Numéro | Île                    | Village                       | Superficie (km2) | Population (2005) | Coordonnées                  |
| ------ | ---------------------- | ----------------------------- | ---------------- | ----------------- | ---------------------------- |
| 1      | Hatohobei              | Hatohobei                     | 0,85             | ~41               | 3° 00′ 22″ N, 131° 07′ 26″ E |
| 2      | Helen Reef/Hotsarihie  | aucun (Marine Ranger Station) | 0,03             | 3                 | 2° 57′ N, 131° 47′ E         |
| 3      | Transit Reef/Pieraurou | aucun (île fantôme)           | —                | —                 | 2° 47′ N, 132° 32′ E         |

## Histoire

### Avant l'arrivée des Européens: le mythe de la fondation
Des artéfacts ont été retrouvés sur l'île, dont des figurines en pierre, des gouges, et des herminettes. Ces artéfacts indiquent un peuplement ancien de l'île. Selon la tradition orale, la personne ayant découvert l'île et qui devint son premier chef était une femme venant de Fais (en Micronésie) nommée Ramoparuhe. Fuyant une guerre sur l'île de Fais, elle vint directement sur l'île de Tobi avec son mari Yongoihari et son père Tahabech. Les détails sur le voyage sont peu connus, seuls certains éléments sont indiqués : le voyage en prao leur aurait permis d'aborder Tobi par l'ouest et une fois à terre ils auraient enterré une coquille de palourde près de la plage ; à la nouvelle lune, Ramoparuhe mangeait sa nourriture sur un morceau de chaume ; leur dieu s'appelait Mabuwat. Il n'est pas mentionné d'équipage. La légende décrit l'île de Tobi d'alors, plus petite (selon Mohitsho, elle avait une taille équivalente à l'île Helen du Helen Reef) et avec un seul arbre, appelé Moh.
Les trois firent deux allers-retours entre Fais et Tobi. La deuxième fois, lorsqu'ils arrivèrent, Souhopit, le frère de Ramoparuhe, se trouvait sur l'île, qu'il revendiquait. Afin de déterminer l'auteur de la découverte, Rampoparuhe alla montrer sa coquille de palourde ; cependant, sous la coquille, ils trouvèrent un morceau de chaume que Souhopit revendiqua être sien. Estimant que son frère avait triché, elle le chassa de l'île. Peu après, son père retourna sur Fais et, revenant vers Tobi, s'arrêta sur l'île de Melieli où il vit Souhopit, qui l'avait découverte. Toujours en colère contre sa sœur, il menaça quelques années plus tard de la tuer si elle tentait d'aborder Melieli.
Mais Ramoparuhe resta sur Hatohobei avec son mari ; son père retourna définitivement sur Fais. Elle eut un premier fils, Yango, son héritier. Six autres enfants naquirent, et elle créa cinq clans pour sa progéniture. Peu de temps après, une femme appelée Roubah arriva sur Tobi depuis Woleai. Son fils devint le chef du sixième clan. Ramoparuhe et son fils Yango furent à l'origine du septième clan.
Un habitant de Fais, nommé Uwedog, âgé de 75-80 ans en 1973, donna une version similaire de la légende mais attribue à Ramoparuhe le nom de Lifarpaluï. La légende diffère également sur la raison de son arrivée à Tobi : en route pour Yap, elle aurait dérivé fortuitement vers Hatohobei. Uwedog affirmait descendre d'une sœur de Lifarpaluï, nommée Marechim. Connaissant sa généalogie depuis Marechim, Uwedog a permis déterminer le nombre de génération le séparant de la découvreuse supposée de Tobi. En supposant 25 ans pour chaque génération, l'anthropologue Donald H. Rubinstein estime les dates de naissances de Marechim et Lifarpaluï vers 1690-1700.

### Découverte par les Européens: période anglaise (1710-1901)
L'île de Hatohobei semble avoir été aperçue en 1710 par le capitaine britannique Woodes Rogers, lors d'un voyage de Ternate à Guam,.
Le 5 avril 1794, le navire britannique Helen mené par le capitaine George Seton s'approcha suffisamment de Tobi pour y apercevoir des lumières et des habitations, selon le journal de bord. Le navire aperçut aussi un récif qu'ils nommèrent « Helen Reef ».
En 1832, un autre navire britannique, le Mentor dont le capitaine était Edward C. Barnard et à bord duquel se trouvaient Horace Holden et Benjamin Nute, s'échoue sur un récif : l'équipage est sauvé par des indigènes qu'ils identifient comme des Tobiens, du fait du nom de l'île dans leur langue, que Holden retranscrit Tobee. Ils restent de 1832 à 1834 sur l'île et consignèrent les premières traces écrites du tobien. Un Anglais de Manchester était déjà présent sur l'île au moment de leur échouage, nommé Charles Washington, parti de Grande-Bretagne en 1800.
Le 9 décembre 1835, l'USS Vincennes arrive à Hatohobei. Robert Lee-Wright Browning, lieutenant sur le navire, décrit dans son journal sa première rencontre avec les Tobiens, « vivant nus et portant les cheveux longs ». Ils rencontrèrent l'une des personnes présentes sur le Mentor en 1832 : un prince aracolonien nommé Habak, qui leur raconta alors l'évacuation d'Edward Barnard, « six lunes après son échouage sur Tobi », par le navire marchand Sabina, se rendant vers Macao, qui fit escale sur l'île le 3 février 1933 et emmena deux des survivants du Mentor, Edward Barnard et Bartlett Rollins. Le reste de l'équipage subsist au mieux, se nourrissant de noix de coco, de poisson et de fruits de mer, mais finit par tomber malade. Ce n'est qu'après « 40 lunes » qu'un nouveau bateau passa et emmena les « hommes blancs malades », laissant seulement Habak, dernière personne à être venue sur Tobi par le Mentor. Quelque temps plus tard, un nouveau navire, se rendant à Londres, passa, mais refusa de faire un détour pour déposer Habak sur Palaos.
Browning décrit l'île comme densément couverte de cocotiers, dont le fruit serait, avec le taro, l'une des rares sources terrestres de nourriture des Tobiens. La mer leur en fournissait davantage, notamment des poissons et rarement des tortues. Il décrit les huttes, dont l'entrée est petite, et à l'intérieur desquelles étaient rangés des paniers profonds pour pêcher les poissons, des noix d'eau potable et d'autres d'huile de coco ; recouvert de feuilles de cocotiers séchées, le plancher n'était pas à même le sol et comportait une petite plateforme recouverte d'herbes séchées pour dormir.
Le « village » central était alors formé d'un petit groupe de huttes au centre desquelles se trouvait un espace religieux sans parois, composé d'un toit et d'un parquet de grandes planches, et nommé vere yaris,,. À une extrémité se trouvait une sorte d'« autel » et neuf statues humaines en bois, dont sept étaient des femmes. Au centre du toit était suspendue une maquette de catamaran appelée le « bateau des esprits ».
Horation Hale en 1846 et Horace Holden apportèrent des précisions sur la divinité dont ils avaient observé le culte. Selon Holden, les Tobiens auraient adopté cette religion par l'intermédiaire d'un homme de « couleur cuivre comme eux », nommé Pita-Kät, qui serait venu longtemps auparavant depuis Ternate avec des images explicites représentant la divinité.
Il décrit également les armements des Tobiens : des lourdes lances en cocotier dont la pointe est incrustée de dents de requin de « 10 à 20 pieds de long ». Certaines maisons, bien que petites, semblaient avoir deux étages, dont la partie supérieure était accessible par un trou. Les ornements portés par les Tobiens allaient de feuilles pliées aux oreilles à un collier fait de coque de noix de coco et de petits coquillages blancs. Les morts étaient placés sur un prao et envoyés au large, à l'exception notable des très jeunes enfants. Hale explique cela par le souhait que la pirogue transporte le décédé vers la terre des esprits.

### Période allemande (1901-1914)

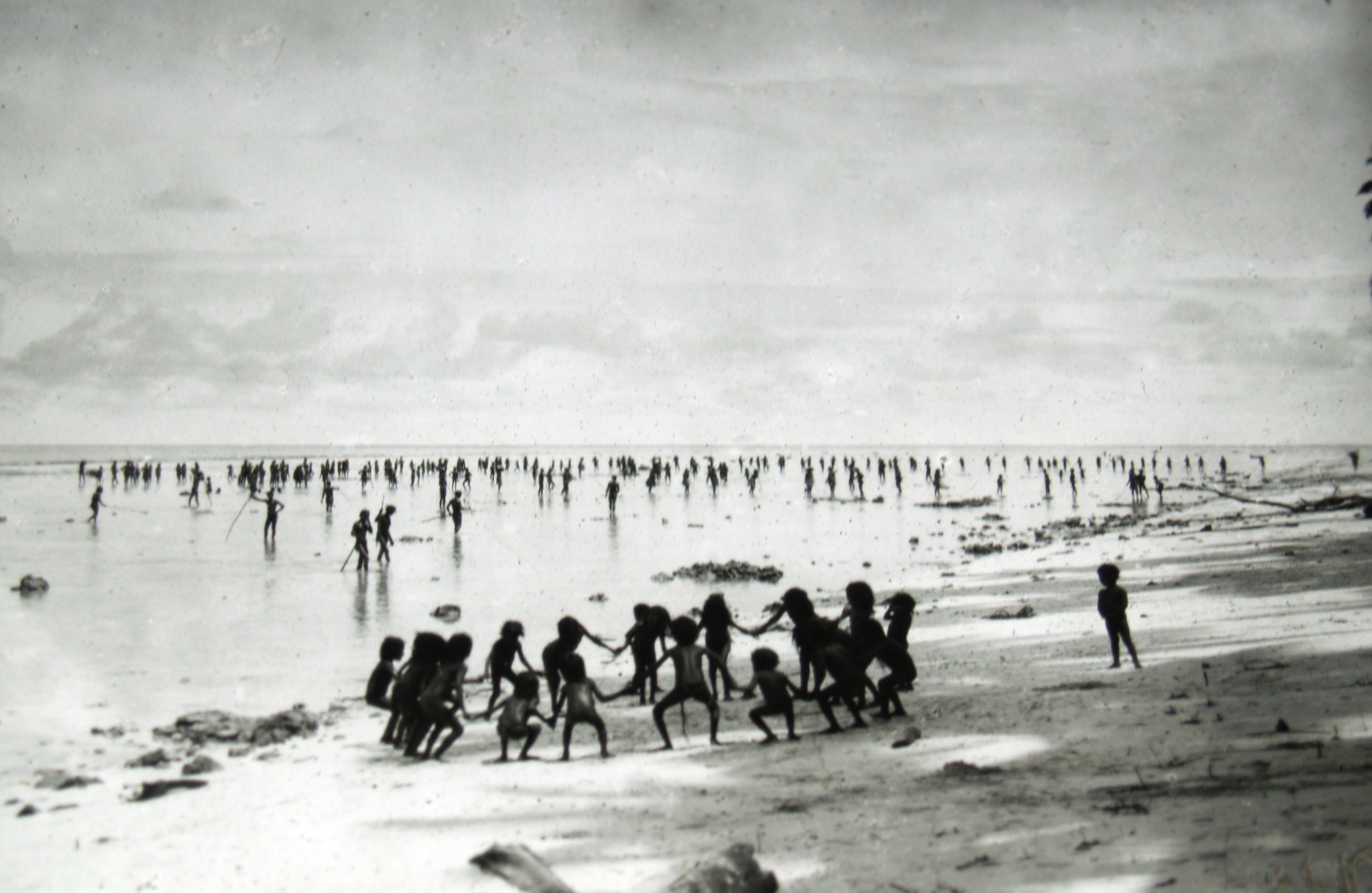
Groupe de personnes sur l'île de Tobi. Scène de pêche à pied et ronde d'enfants. Photo prise durant l'expédition Thilenius (1908-1910).

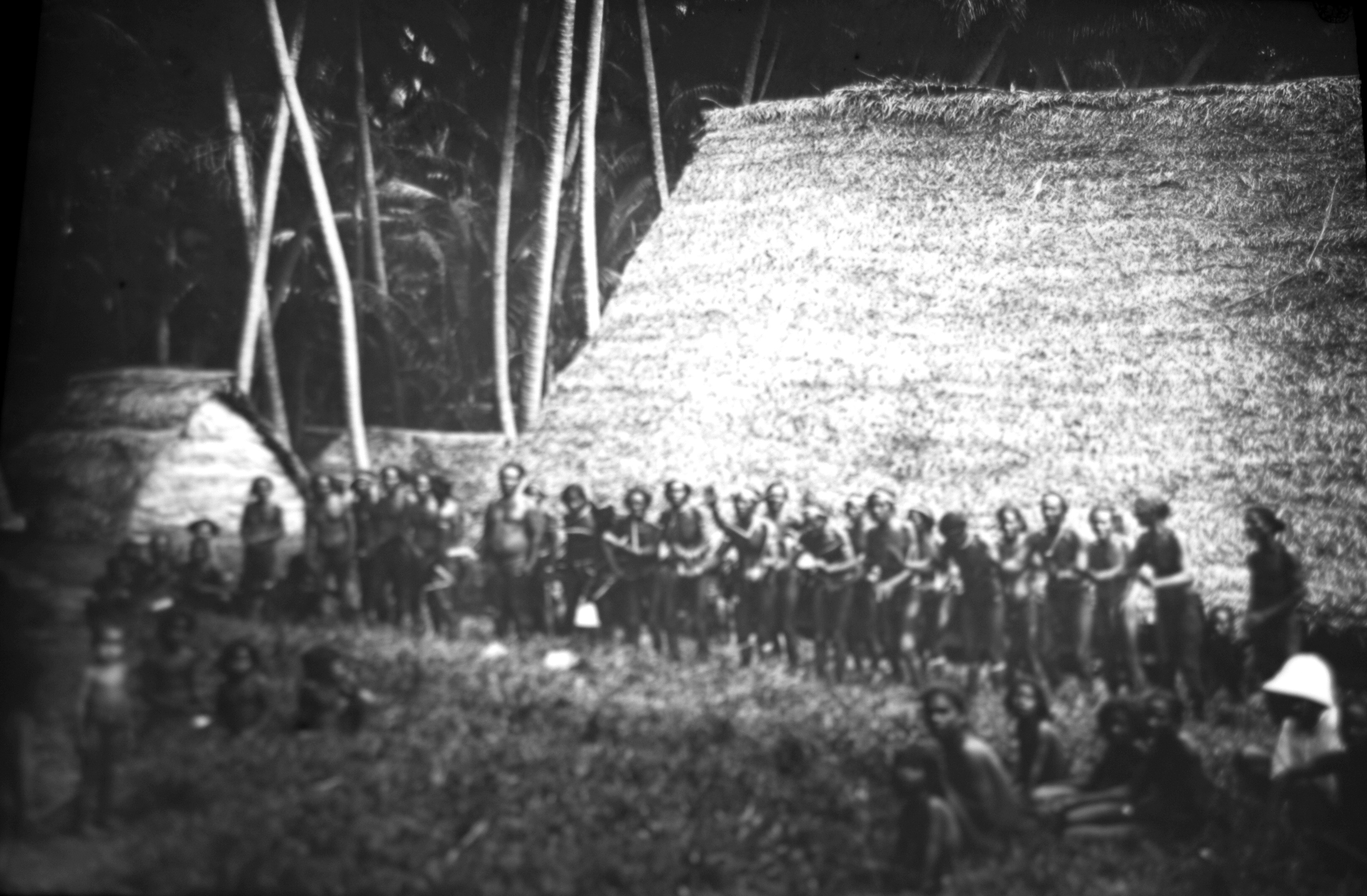
Hommes dansant sur l'île de Tobi. Photo prise durant l'expédition Thilenius (1908-1910).

La prise de possession allemande de l'île de Tobi et de Helen Reef est ordonnée le 6 décembre 1900 par le ministère des Affaires étrangères prussien au gouverneur Rudolf von Bennigsen pour sécuriser le passage des câbles sous-marins allemands. L'ordre demande ainsi « de lever le drapeau sur les îles spécifiées à bord du Stephan ». Le navire Stephan, de petite taille et ne pouvant donc transporter beaucoup de charbon, alla dans un premier temps prendre possession les îles Sonsorol puis revint sur Yap, indiquant que le bateau pourrait éventuellement se rendre jusqu'à Tobi mais devrait repartir immédiatement, et que la prise de possession de Helen Reef ne pouvait se faire que si une partie du récif émerge au-dessus du niveau de la mer.
Partant de Yap le 9 avril 1901, le Stephan, à bord duquel se trouvait l'administrateur du district Arno Senfft, parvint finalement sur l'île de Hatohobei le 12 avril suivant. Ne pouvant jeter l'ancre, le gouverneur se rendit sur l'île dans un canot. L'un des chefs tobiens conduisit le gouverneur devant l'une de ses maisons, devant laquelle ce dernier leva le drapeau impérial allemand. Le gouverneur estime alors qu'il se trouve entre 500 et 600 Tobiens sur l'île. Le navire se rend ensuite vers Helen Reef pour en prendre possession. Il décrit à cette occasion quelques bancs, qui changent en taille et en nombre en fonction des mouvements du sable. Senfft suggéra lors de son voyage que la forte population de Tobi permettrait de repeupler les îles de Yap et de Palaos, alors en déclin démographique. Il emmena des Tobiens vers ces îles.
En 1904, un typhon passa au nord de l'île de Tobi. Georg Fritz, un officiel du district de Saipan, s'y rendit en 1906 afin de vérifier s'il y avait eu des dégâts. Il constata que la population s'élevait à près de 1000 habitants qui semblaient souffrir de malnutrition, peut-être à la suite de l'intrusion d'eau salée dans leurs plantations de taro, et conclut que la capacité d'accueil de l'île était dépassée. Il proposa aux habitants qui le souhaitaient une relocalisation sur les îles de Yap et de Palaos, afin de repeupler ces deux îles : 48 personnes acceptèrent, dont deux femmes.
Le 27 août 1909, le navire Peiho arriva sur Tobi avec, à son bord, quatre ethnologues dont Augustin Kraemer et sa femme Elisabeth Krämer-Bannow. Ce séjour d'une semaine fut l'occasion pour Paul Hambruch de recenser les 968 habitants de l'île. Il décrivait à cette occasion le système politico-religieux de la population, concentré autour d'un chef principal portant le titre de tamor : à cette date, celui-ci était Makiroa, entouré de 13 chefs adjoints dont une femme. Le pouvoir religieux contrebalançait le pouvoir politique, en la personne du prêtre nommé Mantruior. La principale déité était Rugeiren et les rituels avaient lieu dans deux espaces dédiés, appelés fare kikak et galis. Le vere yaris également décrit par Hale au siècle précédent était l'endroit, au nord de l'île, où l'on rendait à la divinité Rugeiren un culte selon divers rituels.
Six mois après le départ du Peiho, un médecin du nom de Buse vint sur l'île dans le cadre d'une évaluation de la santé des habitants des Palaos. Il apprit alors qu'une maladie respiratoire qu'il pensait être la grippe avait tué près de 200 personnes. L'infection a pu provenir du séjour d'août 1909, d'un nommé Krämer qui avait été malade durant cette période.
Durant la Première Guerre mondiale le Japon combattit avec les Alliés contre les Allemands qui perdirent dès l'automne 1914 Hatohobei, que la conférence de la paix de Paris attribua en 1919 au Japon.

### Période japonaise (1914-1945)

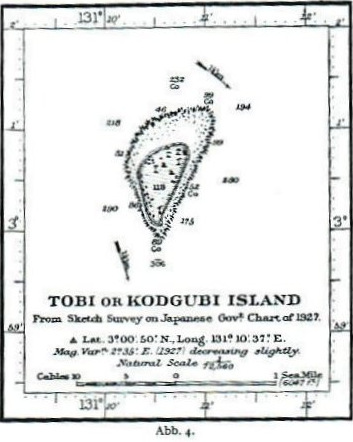
Carte de l'île de Tobi faite par A. Eilers sur la base de relevés du gouvernement japonais en 1927.

La période japonaise marque une série de changements pour la population tobienne : l'établissement d'un cadastre (notamment dans la partie nord, à l'origine sacrée), l'ouverture d'un petit magasin, et une liaison régulière entre les îles de Hatohobei et l'île de Koror.
Durant les années 1920, la division de l'île en parcelles cadastrales fut imposée par le Japonais Yoshino avec l'aide d'un des chefs, de son fils et d'un Tobien revenu de Yap. Au début de la présence de Yoshino, qui est resté plusieurs années à Hatohobei, la population avait développé des anticorps contre la grippe et s'était de nouveau stabilisée, mais l'arrivée des Japonais introduisit la gonorrhée, rendant certaines habitantes infertiles.
Dans ces années 1920, les Japonais toléraient encore la présence de pasteurs missionnaires européens, et en 1931, la plupart des Tobiens étaient devenus chrétiens. Peter Black constate qu'en adoptant cette religion, les Tobiens y ont incorporé des rites religieux antérieurs et que des tensions ont pu survenir à ce sujet entre eux. En effet, pendant la transition entre les deux systèmes religieux dans les années 1920, les « fantômes » ou « esprits » se sont multipliés, liés, selon P. Black, à l'abandon du culte des ancêtres. Finalement, en 1930, le vere yaris fut brûlé. Après les pasteurs missionnaires, en février 1931, arrivèrent des Philippines des Jésuites, probablement menés par le père Elias Fernandez, qui, en moins d'un an, convertirent toute la population de l'île. Le christianisme a aussi introduit une nouvelle idée différente des anciennes pratiques tobiennes : le mariage hétérosexuel monogame et définitif. En effet, à l'origine, il existait sur l'île plusieurs formes de couples qui variaient dans leur nature et leur durée, et entre personnes des différents clans. La réduction de la population (transfert vers d'autres îles, maladies) et l'adoption du mariage chrétien rendit difficile de trouver un partenaire sur l'île.
En 1937, les Japonais mirent en exploitation une mine de phosphate et y asservirent la population de l'île. Après l'attaque japonaise contre les États-Unis, en décembre 1941, l'île de Tobi fut attaquée par les forces britanniques ou américaines qui lâchèrent une bombe sur la partie sud du récif (mais n'aurait pas explosé) : ce fut la seule action de la Seconde Guerre mondiale.
Après la fin de la guerre, début octobre 1945, un navire américain se rendit dans les îles du sud-ouest des Palaos et découvrit que des forces japonaises y étaient toujours présentes, dont 439 hommes faméliques sur Tobi, qui vivaient plus ou moins en autarcie et n'étaient pas au courant de la fin des hostilités. Finalement, leur reddition fut signée le 6 octobre 1945 sur l'USS Carroll et ils furent évacués les 21 et 29 octobre par les navires japonais Sakawa et Etorofu : les troupes américaines les remplacent.

### Période américaine (1945-1994)
En 1945, les autorités américaines n'enregistrent plus à Tobi que 123 habitants qui ne deviennent pas citoyens des États-Unis et continuent à devoir servir la mine de phosphate et la base militaire, en échange de nourriture, d'eau potable et de soins médicaux.
En juillet 1978, les Palaos votent pour leur indépendance. Hatohobei devient donc membre de ce qui sera la république des Palaos avec l'adoption de la Constitution du 1er janvier 1981. Un traité de libre association est signé avec les États-Unis en 1982, la constitution est modifiée huit fois et entre en vigueur le 1er octobre 1994, marquant la fin de la tutelle et l'indépendance effective des Palaos.

### Depuis l'indépendance des Palaos
Une Convention constituante réunie à Echang signe, le 13 novembre 1983, un projet de Constitution de l'État Palaoan, qui entre vigueur le 10 juillet 1984,. Cette Constitution fait de Hatohobei un État fédéré des Palaos.
En décembre 2002, l'île fut touchée par le typhon Bopha et ses derniers habitants, une cinquantaine, furent relocalisés à Akebesang à Koror ; une partie, soit une vingtaine, est revenue ensuite.

## Politique
Le système politique tobien comprend quatre pouvoirs : l'exécutif, le législatif, le judiciaire et le coutumier.
Le pouvoir exécutif est confié au gouverneur de Hatohobei et au lieutenant-gouverneur de Hatohobei, ayant chacun un mandat de 4 ans. Le gouverneur actuel est Juana Nestor et le lieutenant-gouverneur Jacqueline Victore. Le précédent gouverneur était Thomas M. Patris, qui démissionna en 2014 et il était assisté du lieutenant-gouverneur Dominic Emilio.
Le pouvoir législatif est confié à la Législature de Hatohobei, composée de neuf membres élu pour 4 ans.
Le pouvoir coutumier est incarné par l'institution appelée Conseil des Chefs traditionnels. Les sept clans traditionnels de l'île étaient Hapeimohor, Haworobuh, Hafaramau, Hamaihaut, Haringafeng, Hamaihang et Hawereye, mais même si chacune et chacun connaît sa généalogie, ils n'ont actuellement de représentation qu'au Conseil des Chefs dont les avis sont consultatifs.
Le judiciaire est unifié à celui des Palaos prévu par la Constitution des Palaos. La disposition prévoit toutefois que cette situation est transitoire et que l’État peut, s'il le souhaite, mettre en place un système judiciaire propre. De plus, la constitution maintient une compétence de réserve en vue d'« entendre et de décider sur les questions affectant les communautés conformément aux coutumes et traditions ». Cette compétence de réserve ne peut toutefois être contraire aux dispositions de la constitution de Hatohobei, de celle des Palaos et du droit public palaoan.

## Démographie

### Évolution de la population
| 1788 | 1832 | 1846     | 1860 | 1898 | 1901     | 1906      | 1907 | 1909 |
| ---- | ---- | -------- | ---- | ---- | -------- | --------- | ---- | ---- |
| 200  | 350  | env. 350 | 200  | 950  | env. 550 | env. 1000 | 900  | 968  |

| 1925 | 1930 | 1935 | 1945 | 1946 | 1958 | 1967 | 1970 | 1973 |
| ---- | ---- | ---- | ---- | ---- | ---- | ---- | ---- | ---- |
| 225  | 180  | 172  | 123  | 129  | 103  | 60   | 64   | 48   |

| 1980 | 1986 | 1990 | 1995 | 2000 | 2005 | 2015 | - | - |
| ---- | ---- | ---- | ---- | ---- | ---- | ---- | - | - |
| 74   | 35   | 22   | 51   | 23   | 44   | 25   | - | - |

### Habitations
Les cinq habitations des citoyens de l’État de Hatohobei recensées en 2012 étaient toutes faites de tôle ondulée, de bois et d'autres matériaux. Aucune n'était en pierre, en béton ou n’avait de fondations en béton. Les cinq avaient accès à l'eau courante (des citernes sont installées) et à l'égoût public mais seulement dans les cours, à l'extérieur du domicile. De même, aucune des habitations n'avait l'électricité ou accès à internet.

### Diaspora
Des Tobiens se sont installés dans le village de Echang sur l'île de Koror.

## Économie

### Activités économiques
L'État, et notamment l'île de Tobi, contenait notamment du phosphate, exploité durant les périodes japonaise et américaine,. Ainsi, en 1939, l'île de Tobi en avait produit 4 269 tonnes. Le gisement est actuellement épuisé.

### Ressources alimentaires
La population s'alimente grâce aux végétaux (taro, cocotiers, légumes divers), aux animaux (produits de la mer, élevage de poulets) et aux produits d'importation achetés grâce aux ressources tirées de la coprah produite sur l'île.

### Transports
Le transport vers l'île se fait exclusivement par bateau. Des projets de construction d'une piste d'atterrissage sur l'île Helen et son récif sont en cours de discussion.

## Culture et patrimoine

### Langues
La langue officielle est le tobi, une langue malayo-polynésienne, ainsi que l'anglais. Le sonsorolais, autre langue malayo-polynésienne, est également parlé dans l’État. Le sonsorolais et le tobi sont souvent considérées comme deux dialectes proches.

### Cultes
Il ne reste que des souvenirs, des mélodies et des danses de l'ancienne religion « Rugeirenne »,. Les Tobiens survivants sont aujourd'hui chrétiens catholiques mais, comme ailleurs dans les îles du Pacifique, leurs hymnes portent la marque de leur culture d'origine. Le catholicisme étant venu des Philippines, les Tobiens ont souvent des prénoms à consonnance hispanique.

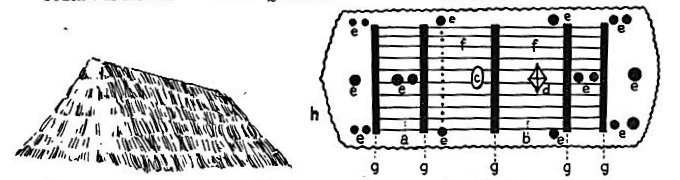
Temple, ou vere yaris, en 1908-1910.
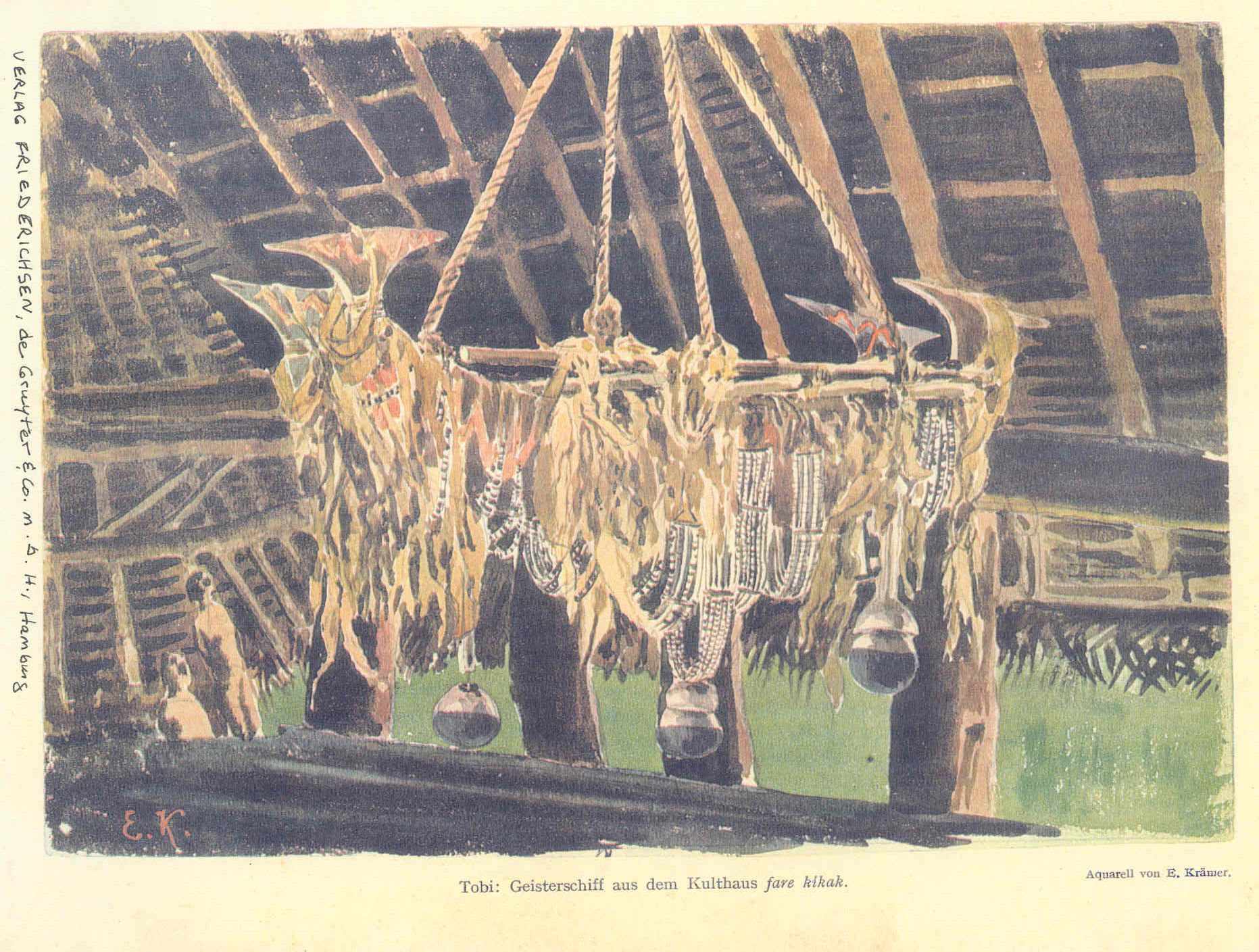
« Bateau des esprits » servant d'autel dans le fare kikak (maison du culte).
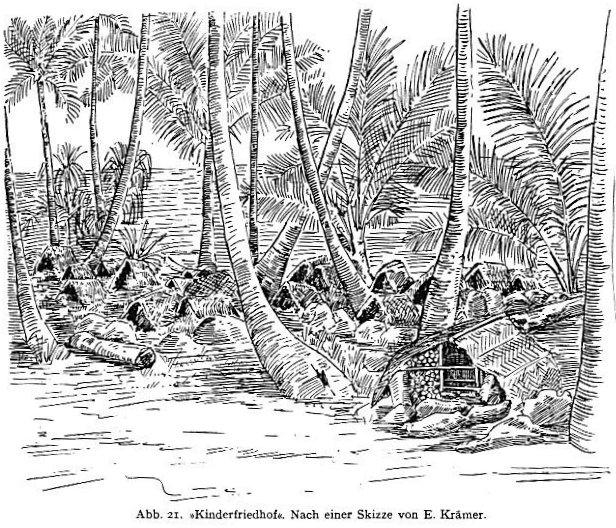
Cimetière pour enfants en 1908-1910.
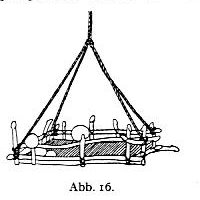
Cadre en bois suspendu représentant des phallus dans des maisons de femmes sur l'île de Tobi en 1908-1910.

### Éducation
Une école primaire fonctionne sur l'île Tobi : établie en 1962, elle compte trois élèves en 2017. Le ministère de l'éducation paluan a installé des citernes afin d'alimenter l'école et sa cuisine en eau en cas de sécheresse. Les directeurs successifs sont : Fabian Basilio (1962-1968), Isauro Andrew (1968-1994) et Rosa K. Andrew (depuis 1994).

### Symboles de l'État

Drapeau de l’État.

Le drapeau tobien a été adopté par le Flag Winning Award Committee à l'issue d'un concours organisé par l'État. Il a été dessiné par Emilio Tekla. Le dessin du drapeau contient les quatre références suivantes :
- les trois îles de l'État, représentées par les trois étoiles ;
- la coquille de palourde, représentant celle enterrée par Ramoparuhe, première personne à avoir posé les pieds sur l'île ;
- les ondulations du bord de la palourde représentent les clans de l'île ;
- le bleu représente les eaux territoriales et le ciel au-dessus de l'État, et symbolise la paix et la liberté.

L'hymne tobien, créé en 2003 par Newman Andrew, est intitulé Pieri Wor, soit « Plage de la tortue ».

## Sources

#### Documents officiels
- (en) Hatohobei Constitutional Convention, Constitution of Hatohobei State, Koror, 13 novembre 1983 (lire en ligne).
- (en) Bureau du budget de la planification, Census Monograph Report, Ministère des Finances, 2005 (lire en ligne).
- (en) Ministère des finances de la république des Palaos, Statistical Yearbook, 2013 (lire en ligne)
- (en) Gouvernement des Palaos, The Republic of Palau Exclusive Economic Zone: Monitoring, Control and Surveillance : The Next Five Years 2016-2021, Gouvernement des Palaos, mai 2016 (lire en ligne).

#### Ouvrages et articles
- (en) Woodes Rogers, A Cruising Voyage Round the World, Londres, Cassell and Company, Limited, 1928
- (en) Peter Black, D. Osborne et Patricio Mohitsho, « Tobi Island Artifacts », Journal of the University of Guam,‎ 1979 (lire en ligne)
- (en) Horace Holden, A Narrative of the Shipwreck, Captivity and Sufferings of Horace Holden and Benj. H. Nute, Who Were Cast Away in the American Ship Mentor, on the Pelew Islands, in the Year 1832; and For Two Years Afterwards were Subjected to Unheard of Sufferings Among the Barbarous Inhabitants of Lord North's Island, Boston, Russell Shattuck, and Co., 1836, 4e éd.
- (en) Robert Lee-Wright Browning, The cruise of sloop-of-war the United States Vincennes, 1833-1836, 1886 (lire en ligne)
- (en) Horatio Hale, Tobi, or Lord North's Island.  United States Exploring Expedition, During the Years 1838, 1839, 1840, 1841, 1842, Under the Command of Charles Wilkes, Philadelphie, Lea and Blanchard, 1846 (lire en ligne)
- (en) Rainer F. Buschmann, « Tobi Captured:  Converging Ethnographic and Colonial Vision on a Caroline Island », A Journal of Micronesian Studies, Université de Guam,‎ 1996, p. 317-340 (lire en ligne)
- (en) « The German Seizure of Tobi & Helen Reef by Germany in 1901 », Trust Territory Archives Microfilm, Friends of Tobi, vol. 1,‎ 1901, p. 114-127 (lire en ligne)
- (en) Peter Black, « The Domestication of Catholicism on Tobi », Pacific Studies, vol. 17, no 1,‎ mars 1994, p. 1-28 (lire en ligne)
- (en) L. J. Gorenflo, « Demographic Change in the Republic of Palau », Pacific Studies, Washington, Argonne National Laboratory, vol. 9, no 3,‎ septembre 1996 (lire en ligne)
- (en) Francis X. Hezel, Foreign Ships in Micronesia : A Compendium of Ship Contacts with the Caroline and Marshall Islands 1521-1885, Trust Territory Historic Preservation Office, U.S. Heritage Conservation and Recreation Service, août 1979 (lire en ligne)
- (en) Edward C. Barnard, Naked and a prisoner, 1980 (ISBN 978-0937854013, lire en ligne)
- (en) Peter W. Black, « The Apotheosis of Father Marino: Fondations of Tobian Catholicism », dans George R. Saunders, Culture and Christianity: the Dialectics of Transformation, Westport (Connecticut), Greenwood Press, 1988 (lire en ligne), p. 47-72

#### Sites internet
- (en) « State of Hatohobei - The elected government of Tobi Island & its people », sur Friends of Tobi, 21 février 2017
- (en) « Captain Woodes Rogers », sur Friends of Tobi (consulté le 18 septembre 2017)
- (en) « 2006 Recordings of Holden's Dialogues », sur Friends of Tobi, 9 décembre 2006
- (en) Peter Black, « Thoughts about Ifiri Sapan », sur Friends of Tobi (consulté le 29 septembre 2017)
- (en) « Tobi Island and World War II », sur Friends of Tobi (consulté le 20 septembre 2017)
- (en) « Palau States », sur statoids.com, 2017 (consulté le 20 septembre 2017)
- (en) « Hatohobei Elementary School », sur le site du Ministère de l’éducation des Palaos (consulté le 22 septembre 2017)
- (en) « Hatohobei State Flag and History », sur Friends of Tobi (consulté le 17 novembre 2017)
- (en) « Fais, Tobi and Ramoparuhe », sur Friends of Tobi (consulté le 17 novembre 2017)
- (en) « Ifiri Sapan », sur Friends of Tobi (consulté le 17 novembre 2017)
- (de) Beat Müller, « Palau, 12. Juli 1978 : Verfassung des Mikronesischen Staatenbundes », sur Datenbank und Suchmaschine für direkte Demokratie, 25 janvier 2005

## Compléments